# لورينز دي بلس
لورينز دي بلس (بالفرنسية: Laurens De Plus)‏ (و. 1995  م) هو راكب دراجة هوائية بلجيكي، ولد في الست، شارك في ركوب الدراجات في الألعاب الأولمبية الصيفية 2016، وطواف فرنسا 2019، وطواف إيطاليا 2019، مركز لعبه هو متخصص التسلق ‏.

## سجل الفوز

### سباقات أو مراحل فاز بها
| التاريخ        | السباق                        | المركز                                          |
| -------------- | ----------------------------- | ----------------------------------------------- |
| 31 مايو 2015   | 2015 Peace Race U23           | الرابع في التصنيف العام، الخامس في تصنيف النقاط |
| 19 يوليو 2015  | 2015 Giro della Valle d'Aosta | المركز الثاني                                   |
| 29 أغسطس 2015  | تور دي أفينير 2015            | الثامن في التصنيف العام                         |
| 21 فبراير 2016 | طواف عمان 2016                | السابع في تصنيف أفضل شاب                        |
| 05 فبراير 2017 | فولتا فالنسيا 2017            | الثاني في تصنيف الجبال                          |
| 19 فبراير 2017 | طواف عمان 2017                | الثالث في تصنيف أفضل شاب                        |
| 26 مارس 2017   | فولتا كاتالونيا 2017          | الثامن في تصنيف أفضل شاب                        |
| 12 أبريل 2017  | برابانتس بييل 2017            | العاشر في التصنيف العام                         |
| 28 مايو 2017   | طواف إيطاليا 2017             | الخامس في تصنيف أفضل شاب                        |
| 18 يونيو 2017  | ستير زي إل إم تور 2017        | المركز الثالث                                   |
| 10 سبتمبر 2017 | طواف بريطانيا 2017            | الثالث في تصنيف الجبال                          |
| 18 أغسطس 2019  | طواف إينكو 2019               | الفائز في التصنيف العام                         |

## روابط خارجية
- لورينز دي بلس على موقع الاتحاد الدولي للدراجات (الإنجليزية)
- لورينز دي بلس على موقع أرشيف الدراجات (الإنجليزية)
- لورينز دي بلس على موقع إحصائيات الدراجات الإحترافية (الإنجليزية)
- لورينز دي بلس على موقع نسبة الدراجات (الإنجليزية)
- لورينز دي بلس على موقع CycleBase (الإنجليزية)
- لورينز دي بلس على موقع اللجنة الأولمبية الدولية (الإنجليزية)
- لورينز دي بلس على موقع أوليمبيديا (الإنجليزية)
- لورينز دي بلس على موقع اللجنة الأولمبية البلجيكية (الهولندية)